# 이사야
이사야(히브리어: יְשַׁעְיָהוּ‎, 현대 히브리어: Yəšaʿyáhu, 티베리아 히브리어: Yəšaʿăyāhû, "야훼/여호와는/은 구원이시다")는 기원전 8세기 유다 왕국에 살았던 예언자이다. 이사야서의 저자로 알려져있다.

## 출신
이사야는 아모쯔(אָמוֹץ)의 아들로 유다 출신이며 예루살렘 사람이다(사 1:1). 그는 전통적인 자료들을 취하기 위하여 왕이나(이사야 7:3) 제사장(이사야 8:2) 등 다른 지도자들에게 쉽게 접촉할 수 있었던 것으로 보인다. 이사야는 고위직 가문 출신이나 왕족으로서 웃시야 왕의 사촌이거나 아마지야의 조카이었을 가능성이 높다.

## 활동

### 시기
이사야는 웃시야 왕이 죽던 해에 예언자로 부르심을 받아 기원전 745-695년까지 50년간 활동한 위대한 예언자이다. 이사야는 본서 이외의 책들도 쓴 것으로 생각된다.(대하 26:22; 32:32). 그런데 그 책들은 왕들의 행적을 담고 있으므로 이사야는 역사가이기도 했다. 역대기 하 26장 22절 - "웃시야의 나머지 역사는 처음부터 끝까지 아모스(아모츠)의 아들 예언자 이사야가 기록해 두었다." - 을 감안하면, 이사야는 웃시야가 죽기 전부터 저술가로써 활동을 하였음을 알 수 있다. 이사야가 웃시야의 행적을 기록한 정황을 감안하면, 애초에 그는 왕의 연대기나 행적을 기록하는 궁중 서기관이었을 것으로 보인다. 그러나, 그가 예언가로서 본격적으로 활동한 시기는 웃시야가 죽던 해인 것으로 생각되며, 웃시야의 죽음 이후에 이사야는 소명을 받았을 것으로 생각된다. 더 나아가, 이사야가 궁중 서기관이었다면 그의 예언에 세계사적 시각이 두드러지게 나타나게 하는 원인일 것이다.

### 예언
예언의 내용은 <구약성서>의 <이사야서(書)> 1∼39장에서 찾아볼 수 있다. 당시 팔레스티나는 때때로 아시리아의 침략을 받아 다마스코(BC 734)에 이어 북이스라엘 왕국도 멸망하고 말았다(BC 722). 또한 기원전 701년에는 해안지방 여러 도시의 반(反)아시리아 동맹에 참여한 유다도 예루살렘이 곧 함락될 위기에 처하게 되었었다. 이러한 정치적인 국가적 위기에 처한 남왕국(南王國)의 위정자들이 외국의 힘에 의존하여 나라의 안전을 도모하려고 부심(腐心)하는 것을 보고 신에 대한 믿음의 결여, 인간의 힘을 과신하려는 생각을 통렬히 비판하고 신의 심판의 말을 전도하였다. 그러나 그는 장남에게 '남은 자는 돌아올 것'이라는 이름을 지어준 것과 같이 아직도 장래에 희망을 걸고 있었다.  그의 사상의 특징은 하나님를 성스러운 신, 초세계적(超世界的)인 신으로서 파악하고 이 신에 대한 절대적인 믿음을 강조한 데 있었다.

## 가족
이사야는 '여성 예언자'(이사야 8:3)라고 불리는 여성과 결혼을 했다. 이사야의 부인이 예언자라고 불렸던 것은 판관 드보라 (사사기 4:4), 그리고 여선지자 훌다(열왕기 하 22:14-20)와 같이 하나님의 말씀을 전하는 예언을 직접 했기 때문일 수도 있지만, 단순히 '예언자'의 아내였기 때문에 불렸으리라는 가설도 존재한다(이사야 38:1). 한편 이사야에게는 두 명의 아들이 있었는데 그 이름들은 모두 상징적이다.(이사야 8:18) 한 아들은 '스알야숩(Shear-jashub)' 즉 '남은 자들이 돌아올 것이다'(7:3)였고, 다른 아들은 '마헤르 샬랄 하스 바스(Maher-shalal-hash-baz)' 즉 '그가 잡은 먹이가 빨리 부패함' 혹은 '파멸이 임박했다'(8:1-4)는 뜻을 가지고 있다.

## 같이 보기
- 이사야서